# Blutgletscher
Ghiacciaio di sangue (Blutgletscher) è un film del 2013 diretto da Marvin Kren.
La pellicola è nota anche col titolo internazionale The Station e quello alternativo Blood Glacier.

## Trama
Janek lavora come tecnico in una stazione climatica sulle alpi austriache, dove un gruppo studia il ritiro dei ghiacciai. Mentre attendono la visita del Ministro dell'Ambiente compaiono sulle montagne una strana sostanza rossa e mostruose creature.

## Distribuzione
Il film è stato presentato in anteprima al Toronto International Film Festival il 6 settembre 2013 e in Italia alla 31ª edizione del Torino Film Festival il 24 novembre 2013.

## Riconoscimenti
- Österreichischer Filmpreis 2014
  - Miglior attore a Gerhard Liebmann
  - Miglior sound design a Philipp Kemptner, Nils Kirchhoff, Dietmar Zuson e Bernhard Maisch
  - Miglior makeup a Susanne Weichesmiller e Roman Braunhofer